# Caesars Atlantic City
Caesars Atlantic City, tidigare Boardwalk Regency och Caesars Boardwalk Regency, är både ett kasino och ett hotell som ligger i Atlantic City, New Jersey i USA. Den ägs av Vici Properties och drivs av Caesars Entertainment Corporation. Hotellet har totalt 1 140 hotellrum.
Kasinot har sitt ursprung från 1977 när Caesars World köpte ett hotell tillhörande Howard Johnson's i syfte att renovera det, där bland annat taket skulle höjas med sju våningar och ett kasino på 4 831 kvadratmeter (m2) skulle byggas. Den invigdes den 26 juni 1979 med namnet Boardwalk Regency, Caesars lades till i namnet fyra år senare. 1987 bytte kasinot namn igen och den här gången till det nuvarande. 2017 köpte Vici Properties kasinot från Caesars Entertainment Corporation på grund av akut konkurshot.